# Лейзе, Таня
Таня Л. Лейзе (англ. Tanya L. Leise, ум. 18 января 2023) — американский биоматематик, специализировалась на математическом моделировании циркадных ритмов и связанных с ними явлений, таких как смена часовых поясов и спячка. Она была профессором математики в Амхерст-колледже.

## Образование и карьера
Лейзе окончила Стэнфордский университет в 1993 году. Она поступила в Техасский университет A&M для учёбы в аспирантуре, получила там докторскую степень в 1998 году. Её диссертация «Аналог карты Дирихле-Неймана и её применение к динамическому упругому разрушению» была написана под руководством Джея Р. Уолтона.
После работы приглашённым лектором в Университете Индианы в 1999 году она перешла преподавать в Технологический институт Роуза — Халмана. Она перешла в Амхерст-колледж в качестве приглашённого доцента в 2004 году, получила должность преподавателя в 2007 году и звание профессора в 2018 году.
Таня Лейзе умерла от рака 18 января 2023 года.

## Должности
Лейзе была сопредседателем Объединённого комитета по положению женщин в математических науках, спонсируемого группой из семи крупных математических обществ, с 2011 по 2014 год.
Она также возглавляла Амхерстскую комиссию по рейтинговому голосованию.

## Признание
Лейзе стала лауреатом премии Лестера Р. Форда Математической ассоциации Америки в 2008 году за свою статью вместе со своим мужем, психологом Эндрю Коэном, «Нелинейные осцилляторы у нас под рукой».